# Армхи
Армхи́ или Кистинка (ингуш. Ӏарам-хий, Кисти-хий; осет. Мӕхъхъӕлдон — «Ингушская река», груз. ქისტეთისწყალი) — река в Джейрахском районе Ингушетии и на территории Владикавказа (Северная Осетия), приток Терека. Длина реки составляет 28 км. Площадь водосборного бассейна — 298 км². Название «Армхи» закрепилось за рекой в начале XX века. Исконным наименованием является «Кистинка». В средневековых грузинских источниках также носила название «Кист-Дзурдзукская».
Армхи (Кистинка) наряду с реками Сунжой, Ассой и Фортангой является основной рекой Ингушетии, общая площадь бассейна которых составляет 3073 км².

## География
Река Армхи (или Кистинка) находится в Кистинском ущелье. Начинается из ледника между хребтами Арджелом и Юкуруломдук. Течёт на северо-запад через сосново-берёзовый лес, пополняясь водами от коротких потоков, питающихся преимущественно от горных родников. Устье расположено в 551 километре по правому берегу Терека. Основной приток — река Шондон — впадает слева.
На реке стоят сёла Ольгети, Ляжги, в низовьях — районный центр Джейрах.

## Данные водного реестра
По данным государственного водного реестра России относится к Западно-Каспийскому бассейновому округу, водохозяйственный участок реки — Терек от границы РФ с Грузией до впадения реки Урсдон, без реки Ардон. Речной бассейн реки — Реки бассейна Каспийского моря междуречья Терека и Волги.
Код объекта в государственном водном реестре — 07020000212108200003039.

## Галерея

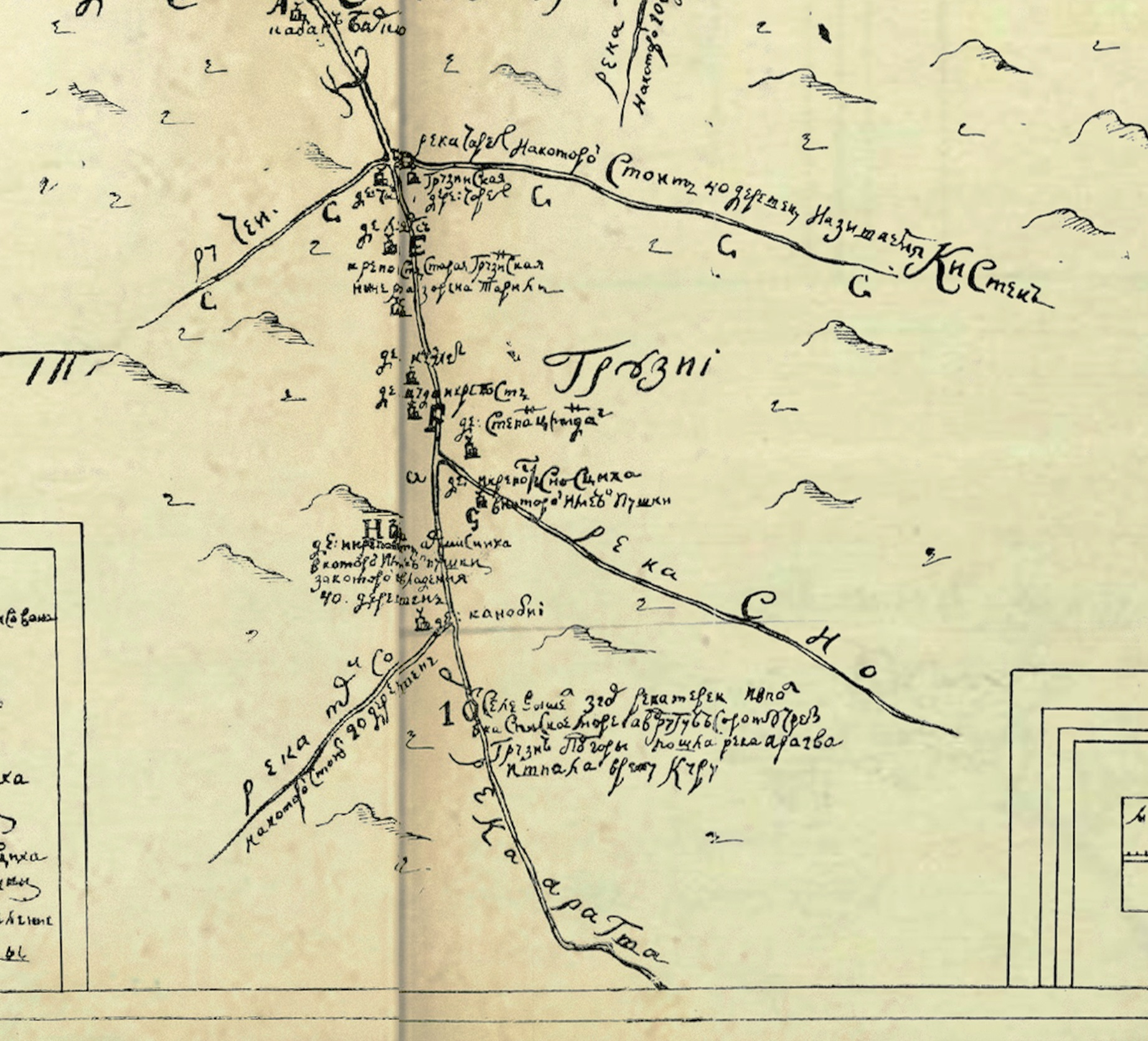
Фрагмент карты 1733 г. «Река Чарех на которой стоит 40 деревень называется Кистек (Кистинка)»
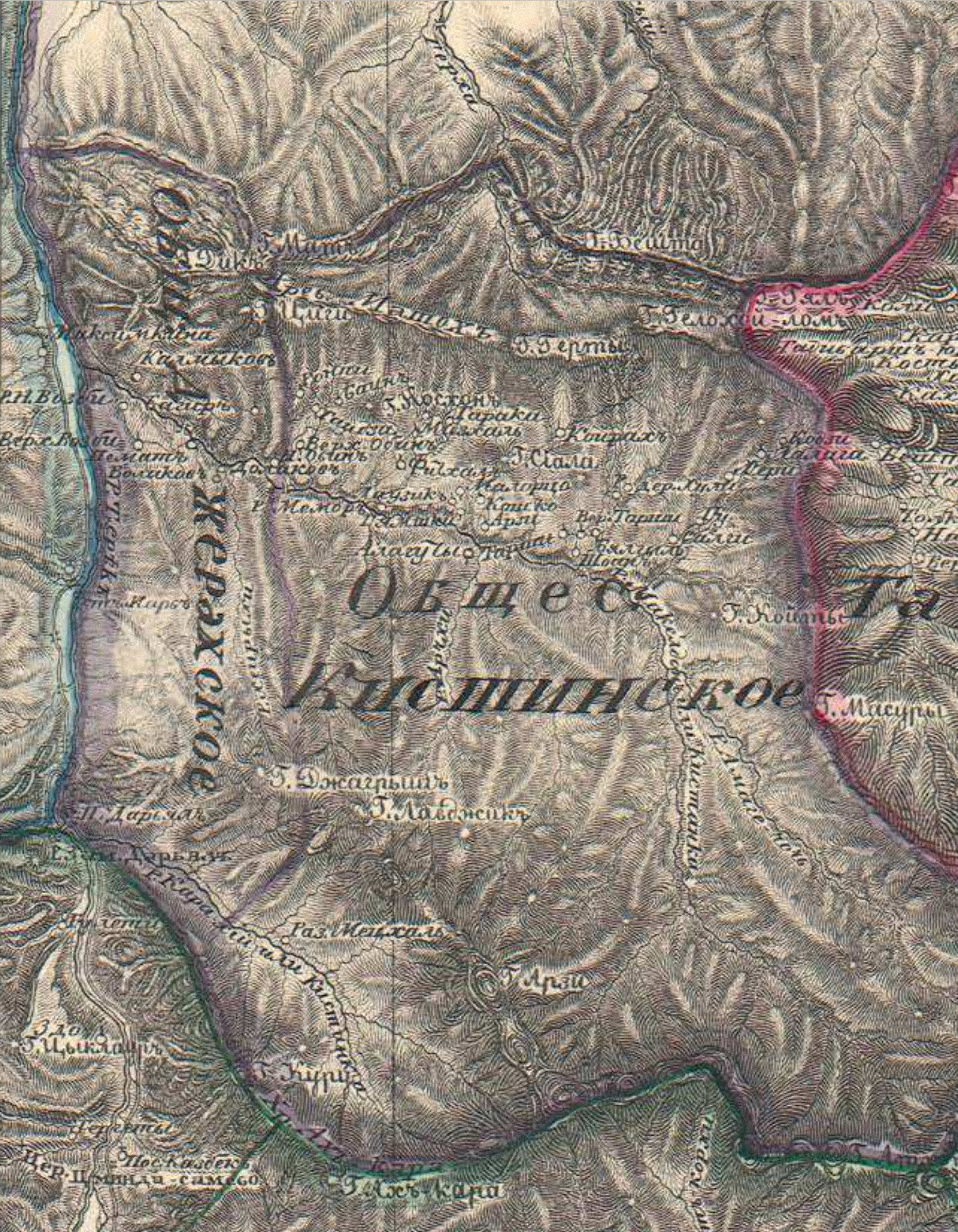
Кистинка, историческое название двух рек (Ӏарам-хий и Оахкара-хий) в области этнотерриториального ингушского общества «кистинцы» на карте Кавказского края 1838 года